# Cal Manant
Cal Manant és una obra noucentista de Santa Maria d'Oló (Moianès) inclosa a l'Inventari del Patrimoni Arquitectònic de Catalunya.

## Descripció
Casa entre mitgera de tres plantes, amb teulada a doble vessant i carener paral·lel a la façana. Els baixos són centrats per un portal estret amb una obertura per banda. Al primer pis hi ha un gran balcó correder ondejat, sostingut per sis mènsules amb ornamentació floral. Al pis superior, hi ha dues petites obertures molt modificades, deixant un espai intermedi on es troba un escut. Sota hi ha la data de 1917, feta de ceràmica.
Una torreta de planta quadrada i amb coberta a 4 vents corona el badalot de l'escala.
Els pendents són pronunciats i són fets amb teula vidriada de color. A cada cara té una obertura amb arc rebaixat. Un senzill penell i parallamps remata l'edificació.

## Història
L'edifici fou concebut com a casa unifamiliar benestant. Fou propietat de Consuelo Altimires, que quan morí la deixà al poble amb l'obligació de destinar-la a casa de la Vila.
El 21 d'agost de 1961 fou inaugurada com a tal, funció que ha tingut fins als anys vuitanta. Avui s'hi han fet habitatges als pisos, tot i que hi ha un projecte que pretén instal·lar-hi un museu municipal.